# Svijetleći bičaši
Svjetleći bičaši (Dinoflagelati; lat. Dinoflagellata) - su fitoplanktonski organizmi koji imaju karakterističnu jezgru i dva međusobno okomito položena biča. Uglavnom su oklopljeni celuloznim oklopom, no postoje i neoklopljeni oblici. Pretežno su planktonski iako su poznati i neki bentoski predstavnici koji mogu biti sesilni ili mogu puzati po podlozi. Najveći dio ovih organizama ( >1200 vrsta) živi u moru, ali ih nalazimo i u slatkoj vodi. Najzastupljeniji su u toplim morima, a u temperiranim su morima brojniji u toplijem dijelu godine. Određujemo ih prema obliku i položaju pojasa, te veličini stanice. Oklopljeni oblici raspoznaju se prema broju i rasporedu celuloznih ploča periplasta.
Najčešće se razmnožavaju binarnom diobom, a poznato je i spolno razmnožavanje gametama koje obično završava stadijem spore. Među dinoflagelatnim toksinima najčešći su oni koji djeluju na živčani sistem organizama. Tu razlikujemo dvije osnovne kategorije toksina, na temelju čega govorimo o PSP i NSP tipu trovanja. Dinoflagelati zauzimaju važno mjesto u evoluciji jer postoje pretpostavke da su jedan od prijelaznih stadija od biljnog ka životinjskom svijetu.

## Sistematika
Pored sistematike navedene u okviru, postoje i sljedeće:
- Domena: Eukaryota
- Carstvo: Protista
- Podcarstvo: Biciliata
- Infracarstvo: Alveolata
- Koljeno: Myzozoa
- Potkoljeno: Dinozoa
- Infrakoljeno: Dinoflagellata
- Superrazred - Dinokaryota

Pored navedenog, koriste se i alternativne sistematike, prema John o. Corlissu iz 1984. i Cavalier-Smithu iz 1993..

## Vanjske poveznice
- Dinoflagelati (Univerzitet Hamburg)  Arhivirana inačica izvorne stranice od 4. kolovoza 2007. (Wayback Machine)
- Datoteka 8Universitet Göteborg) dinoflagelata Skageraka i Kategata  Arhivirana inačica izvorne stranice od 6. veljače 2006. (Wayback Machine) (engleski)

### Ostali projekti
|  | Zajednički poslužitelj ima još gradiva o temi Dinoflagelati |
|  | Wikivrste imaju podatke o taksonu Dinoflagellata            |